# تريفور هولدر
تريفور هولدر هو سياسي كندي، ولد في 8 مايو 1973 في سانت جون في كندا. نشط حزبياً في الحزب التقدمي المحافظ في نيو برونزويك ‏. وقد انتخب عضو الجمعية التشريعية لنيو برونزويك ‏ عن دائرة Saint John Portland-Simonds ‏ خلال فترته النيابية ‏ وانتخب  وانتخب .